# Thompsonella
Thompsonella is een geslacht van succulenten uit de vetplantenfamilie. De soorten komen voor in Mexico.

## Soorten
- Thompsonella colliculosa
- Thompsonella garciamendozae
- Thompsonella minutiflora
- Thompsonella mixtecana
- Thompsonella platyphylla
- Thompsonella spathulata
- Thompsonella xochipalensis

Adromischus · Aeonium · Aichryson · Chiastophyllum · Cotyledon · Crassula · Diamorpha · Dudleya · Echeveria · Graptopetalum · Greenovia · Hylotelephium (Hemelsleutel) · Hypagophytum · Jovibarba · Kalanchoe (Kalanchoë) · Lenophyllum · Monanthes · Orostachys · Pachyphytum · Perrierosedum · Phedimus (Vlak vetkruid) · Pistorinia · Prometheum · Pseudosedum · Rhodiola · Rosularia · Sedum (Vetkruid) · Sempervivum (Huislook) · Thompsonella · Tylecodon · Umbilicus · Villadia